# Демьяничи
Демьяничи — деревня в Брянском районе Брянской области, в составе Новосельского сельского поселения. Расположена в 5 км к юго-востоку от села Новосёлки, на левом берегу Судости. Постоянное население с 2003 года отсутствует.

## История
Впервые упоминается в 1620 году как сельцо, владение Мясоедовых. В XVIII—XIX вв. разделялась на Верхние и Нижние Демьяничи, которыми владели Тютчевы, Мясоедовы, Глотовы, Оболенские, Брусиловы (с конца XVIII века — преимущественно Тютчевы). Состояла в приходе села Барышья.
В XVII—XVIII вв. входила в состав Подгородного стана Брянского уезда; с 1861 по 1924 в Госамской волости Брянского (с 1921 — Бежицкого) уезда, в 1924—1929 в Овстугской волости. С 1929 по 1957 год — в Жирятинском районе.
С 1920-х гг. до 1954 в Шапкинском (Барышенском) сельсовете; в 1960—1966 гг. в Жирятинском сельсовете.